# Малоолександрівська сільська рада (Верхньодніпровський район)
| Малоолександрівська сільська рада — орган місцевого самоврядування у Верхньодніпровському районі Дніпропетровської області з адміністративним центром у селі Малоолександрівка. Сільській раді підпорядковані населені пункти: - с. Малоолександрівка - с. Адалимівка - с. Гранове - с. Дубове - с. Калинівка - с. Саксагань - с. Петрівка - с. Полівське |

## Розташування
На півночі територія ради межує із Боровківською сільською радою, на сході — з територією Верхівцевської міськради, на заході на півдні — з територією Криничанського району.

## Склад ради
Головою сільської ради є Віктор Миколайович Сокол (з 07.06.1995). Посаду секретаря ради обіймає Тето Олексій Миколайович (з 04.08.2008).
Працюють 3 постійні комісії, покликаних врегульовувати різні сфери діяльності громади.

### 5 скликання
За результатами виборів 26 березня 2006 року сформували:
- 2 депутати від Народної партії;
- 2 депутати від Партії регіонів;
- 2 депутати від Всеукраїнське об'єднання «Батьківщина»;
- 1 депутат від Партії пенсіонерів України;
- 7 позапартійних депутатів

З них жінок — 7, чоловіків — 7.

### 6 скликання
Кількісний склад ради збільшено до 16 депутатів.
За результатами виборів 31 жовтня 2010 року раду сформували:
- 10 депутатів від Партії регіонів;
- 3 депутати від Комуністичної партії;
- 3 депутати обрано зі самовисуванців.

На момент обрання 15 депутатів мають середню освіту, 1 — вищу.
З них жінок — 6, чоловіків — 10.

## Керівний склад сільської ради
| ПІБ                      | Основні відомості                                                         | Дата обрання | Дата звільнення |
| ------------------------ | ------------------------------------------------------------------------- | ------------ | --------------- |
| Сокол Віктор Миколайович | Сільський голова, 1961 року народження, освіта, безпартійний              | 26.03.2006   | 31.10.2010      |
| Сокол Віктор Миколайович | Сільський голова, 1961 року народження, освіта вища, член Партії регіонів | 31.10.2010   |                 |

Примітка: таблиця складена за даними джерела

## Виноски
1. ↑  Пушкарівська сільська рада. verhn-rn.dp.gov.ua. Архів оригіналу за 10 червня 2015. Процитовано 23 лютого 2011.
2. ↑  Результати виборів депутатів ради: Малоолександрівська сільська рада. cvk.gov.ua. Архів оригіналу за 4 березня 2016. Процитовано 23 лютого 2011.
3. ↑  rada.gov.ua

| Україна | Це незавершена стаття з географії України. Ви можете допомогти проєкту, виправивши або дописавши її. |

| Україна | Це незавершена стаття з географії України. Ви можете допомогти проєкту, виправивши або дописавши її. |